# سانتیاگو (ویرجینیای غربی)
سانتیاگو (به انگلیسی: Santiago) یک منطقهٔ مسکونی در ایالات متحده آمریکا است که در شهرستان تیلور، ویرجینیای غربی واقع شده‌است. سانتیاگو ۳۱۴٫۸۶ متر بالاتر از سطح دریا واقع شده‌است.